# Bo Cronqvist
Bo Cronqvist, född 1948 i Lund, är en svensk målare och grafiker.
Cronqvist studerade vid Grafikskolan Forum i Malmö och för Bertil Lundberg 1974-1978. Han har medverkat i ett flertal utställningar och grafikbiennaler i Sverige och utomlands. Bland han offentliga arbeten märks Universitetsholmens gymnasium, Kommunkontoret i Skurups kommun, Hissutsmyckningar på Lunds lasarett och Nybro kyrka. Han tilldelades Statligt konstnärsbidrag 1978, Kiruna kommuns stipendium 1981 och Malmöhus läns landstings kulturstipendium 1981. Han var föreståndare för Falu konstgrafiska verkstad under 1988-1992.
Cronqvist är representerad vid Malmö museum, Borås konstmuseum, Ystads konstmuseum, Helsingborgs museum, Arkivet i Lund, Örebro läns landsting och vid Muzeum Górnośląskie i Polen.